# Svědci (film)
Svědci (v originále Les Témoins) je francouzský hraný film z roku 2007, který režíroval André Téchiné. Film zachycuje nástup nemoci AIDS ve Francii. Snímek měl světovou premiéru na Berlinale 12. února 2007. V ČR byl uveden ve stejném roce na filmovém festivalu Mezipatra.

## Děj
Autorka knih pro děti Sarah a hlavní inspektor pařížské mravnostní policie Mehdi jsou manželé, kterým se právě narodil chlapec. Přátelí se homosexuálním doktorem Adrienem. Adrien se v létě 1984 setkává s mladým Manu, který přijel do Paříže za svou sestrou Julií, která je operní zpěvačkou. Adrien mu ukazuje Paříž a oba stráví léto se Sarah a Mehdim u moře v letním domě matky Sarah. Zde se spolu sblíží Mehdi a Manu. Sarah prochází tvůrčí krizí a po narození svého dítěte, zjišťuje, že nemá ráda děti a nebude nikdy dobrou matkou. S Mehdim žijí v otevřeném vztahu, i když netuší, že se Mehdi stýká s Manu. Manu se odstěhuje od Andriea pracuje v kempu mimo Paříž. Když ho přijede navštívit, Manu mu říká, že žije s Mehdim. Adrien se s ním popere a přitom zjistí, že Manu má podivné skvrny na těle. Nechá mu proto provést testy, které potvrdí, že Manu má nově objevenou nemoc AIDS a řekne Sarah, že se prozatím nemohou vidět. Manu se rozejde s Mehdim a odmítne i Adrienovu nabídka, že se o něj postará.
Manův stav se zhoršuje. Přijede za ním Mehdi a dozví se pravdu. Mehdi proto poprosí Adriena, aby mu provedl test HIV. Manu stráví poslední týdny života s Adrienem, který se o něj stará. Manu příběh svého života namluví na magnetofonové pásky. Mehdi se dozví, že není nakažený a znovu se nastěhuje k Sarah. Mehdi a Sarah jsou na Vánoce u Adriena. Setkání s Manuem v Sarah znovu probudí sílu psát a tak začíná nový román o životním příběhu Manua. Manu umírá a je pohřben za přítomnosti Adriena a Julie.
Julie bydlí v malém levném hotelu, který musí po policejní razii opustit. Rozhodne se odjet z Paříže do Mnichova. Adrien potkává Stevea, který do Paříže přijel z New Yorku a začnou spolu bydlet. Sarah dokončila svůj román v době, kdy její syn oslavuje své první narozeniny.

## Obsazení
| Johan Libéreau   | Manu           |
| Michel Blanc     | Adrien         |
| Emmanuelle Béart | Sarah          |
| Sami Bouajila    | Mehdi          |
| Julie Depardieu  | Julie          |
| Constance Dollé  | Sandra         |
| Lorenzo Balducci | Steve          |
| Alain Cauchi     | šerif          |
| Jacques Nolot    | majitel hotelu |

## Ocenění
- Prix Louis Delluc: André Téchiné (nominace)
- César: v kategorii nejlepší herec ve vedlejší roli (Sami Bouajila) a nominace ve třech dalších kategoriích: nejlepší herec (Michel Blanc), nejslibnější herec (Johan Libéreau) a nejlepší režie (André Téchiné)